# Tiril Sjåstad Christiansen
Tiril Sjåstad Christiansen née le 7 avril 1995 à Geilo est une skieuse acrobatique norvégienne spécialiste du slopestyle et de half-pipe. Représentant le club de Geilo IL, elle obtient son premier succès lors du slopestyle des Winter X Games 2013 qu'elle remporte devant Kaya Turski notamment.
Son frère Vetle évolue en Coupe du monde de biathlon.

## Palmarès

### Championnats du monde
| Édition/Discipline | Half-pipe | Slopestyle |
| Mondiaux 2011      | 13e       | 8e         |
| Mondiaux 2013      | -         | 11e        |

### Coupe du monde
- Meilleur classement au général : 13e 2013.
- 1 petit globe de cristal :
  - Vainqueur du classement slopestyle 2013.
- 9 podiums dont 6 victoires.

#### Détails des victoires
| Édition / Épreuve | Slopestyle |
| 2013              | Silvaplana |
| 2014              | Cardrona   |

### Winter X Games
- Médaille d'or du slopestyle en 2013 à Aspen
- Médaille d'argent du slopestyle en 2013 à Tignes

### Jeux olympiques de la jeunesse
- Médaille d'argent du half-pipe en 2012

### Championnats du monde juniors
- Médaille d'argent du slopestyle en 2012